# Мордовське Корино
Мордо́вське Ко́рино (рос. Мордовское Корино, ерз. Мокшень Кара веле) — село у складі Єльниківського району Мордовії, Росія. Входить до складу Великомордовсько-Пошатського сільського поселення.
Населення — 104 особи (2010; 125 у 2002).
Національний склад (станом на 2002 рік):
- мордва — 91 %